# Chowkot-kiiyaahaan
Chowkot-kiiyaahaan (Chokot-kiyahang).- Slabo poznata banda Pitch Wailaki Indijanaca, porodica Athapaskan, s North Fork Eela u Kaliforniji, u kraju između red Mountain Creeka na jugu pa do granice s Lassik Indijancima na Salt Creeku. Značenje imena ove bande nije poznato, a nisu poznata ni imena njihovih sela. 